# Johanna Hedva
Johanna Hedva (* 5. Mai 1984 in Santa Barbara, Kalifornien, USA) ist eine nichtbinäre Person koreanisch-amerikanischer Nationalität und tätig in den Bereichen Kunst, Schriftstellerei, Musik und Astrologie.

## Leben
Hedva wuchs in Los Angeles auf und studierte Astrophysik am Santa Barbara City College, bevor Hedva ein Designstudium an der UCLA in Los Angeles begann. 2013 schloss Hedva einen Master of Fine Arts am California Institute of the Arts ab sowie einen Master of Arts in Ästhetik und Politischer Theorie im Jahr 2014.
Als „eine queere Person“ bezeichnete Hedva sich u. a. in einem Essay über Susan Sontag (Merkur, März 2020).
Hedva lebt in Berlin und Los Angeles.

## Werk
Neben der schriftstellerischen Tätigkeit arbeitet Hedva vor allem an Performances und macht Musik. Von 2015 bis 2016 war Hedva Forschungsstipendiatin des Programms „at lands edge“ in Los Angeles. Unter der Mentorenschaft von Fred Moten entstand dort das fortlaufende Projekt This Earth, Our Hospital – Texte und Performances zu Themen wie Ableismus und Care, darunter auch Sick Woman Theory.
Hedvas Arbeiten werden international ausgestellt. Gezeigt wurden sie unter anderem am Institute of Cultural Inquiry (ICI Berlin), The Institute of Contemporary Arts in London, dem Performance Space New York sowie dem Haus der Kulturen der Welt in Berlin. Hedvas erste Einzelausstellung „God is an Asphyxiating Black Sauce“ war 2020 in der Klosterruine Berlin zu sehen.

### Sick Woman Theory
Hedvas Manifest Sick Woman Theory erschien 2016 im mask magazine.
In Sick Woman Theory formuliert Hedva eine Kritik am Ableismus des Kapitalismus und beschäftigt sich mit dem revolutionären Potential von Krankheit und Fürsorge. Dazu entwirft Hedva die fiktive Sick Woman als vielstimmige und offene Figur, durch die Hedva die Stimmen marginalisierter Personen hörbar macht. Darunter finden sich insbesondere Stimmen von Personen, die aufgrund von Krankheit und/oder Behinderung ausgeschlossen und diskriminiert werden:
“So the Sick Woman is an identity and body that can belong to anyone denied the privileged existence (or the cruelly optimistic promise of such an existence) of the white, straight, healthy, neurotypical, upper- and middle-class, cis- and able-bodied man who makes his home in a wealthy country, has never not had health insurance, and whose importance to society is everywhere recognized and made explicit by that society. Whose importance and caredominates that society, at the expense and silence of everyone else.”

### On Hell
In On Hell, das 2018 bei Sator Press erschien, entwirft Hedva eine Ikarus-Figur des 21. Jahrhunderts aus einer inklusiven Perspektive, die Körper miteinbezieht, die der Norm eines „gesunden“ Körpers nicht entsprechen. Wie auch schon in Sick Woman Theory beschäftigt Hedva sich in On Hell damit, wie die Dichotomie krank/gesund auf sprachliche und narrative Weise unterlaufen werden kann.

### Minerva the Miscarriage of the Brain
Minerva the Miscarriage of the Brain, das 2020 bei Sming Sming and Wolfman Books erschien, versammelt verschiedene Texte aus Hedvas Schaffen der letzten zehn Jahre. Die Kurzprosa und Gedichte verhandeln Themen wie Mystik, Magie, Mutterschaft und Wahnsinn aus queerfeministischer Perspektive.

## Rezeption
Hedvas Roman On Hell wurde von Autor und Literaturkritiker Dennis Cooper als eines der besten Bücher des Jahres 2018 gelobt.
Die Autorin Anne Boyer schreibt über On Hell: „It’s fucking brilliant. I’m in love. If there have to be novels, On Hell is what they should do.“
Nina Hanz schreibt in ihrer Review im MAP Magazine über Minerva the Miscarriage of the Brain: “Minerva the Miscarriage of the Brain is more of a shrine for the remains of Johanna Hedva’s performances, music, art and writing than an archive. Spanning over a decade of their work, the ten parts of the book meditate upon Hedva’s lived autopsy of tragedy, mythology, motherhood and pain.”

## Veröffentlichungen
Bücher
- On Hell, Sator Press, 2018.
- Minerva the Miscarriage of the Brain, Sming Sming and Wolfman Books, 2020.
- Your Love is Not Good, And Other Stories Publishing, 2023.
- How to Tell When We Will Die: On Pain, Disability, and Doom. Hillmann Grad Books, 2024.

Alben
- Black Moon Lilith in Pisces in the 4th House. Album. LP, Kassette und digital. Veröffentlicht auf den Labels crystalline morphologies und Sming Sming, 2021.